# Sympycnus subjectus
Sympycnus subjectus är en tvåvingeart som beskrevs av Becker 1922. Sympycnus subjectus ingår i släktet Sympycnus och familjen styltflugor. Inga underarter finns listade i Catalogue of Life.